# خانقاوات
الخانقاوات (الاسم العلمي:Apocynoideae) هي أسرة من النباتات تتبع الفصيلة الدفلية من رتبة الكوشاديات.

## أجناس الخانقاوات
- خانق الكلب
- الدفلى
- الماندفيلية